# Malle Maltis
Malle Maltis (* 11. März 1977 in Tallinn, Estnische SSR) ist eine estnische Komponistin.

## Leben und Werk
Malle Maltis schloss die Georg Ots Musikschule in Tallinn in den Fächern Blockflöte (1999) und Oboe (2000) ab. Sie nahm zur selben Zeit Kompositionsunterricht bei Toivo Tulev. 2004 schloss sie ihr Studium an der Estnischen Musikakademie in Tallinn im Fach Komposition bei Eino Tamberg und Toivo Tulev ab. Weitere Studien führten Malle Maltis an das Utrechts Conservatorium (2003) und an das Giuseppe Tartini Konservatorium in Trieste (2004). Malle Maltis hat sich vor allem als Komponistin einen Namen gemacht. Sie verbindet in ihrem Werk klassische Musik mit elektronischen Elementen.